# Kurt Frank (Journalist)
Kurt Frank (* 1949) ist ein deutscher Journalist.

## Leben
Frank arbeitete ab 1971 als Redakteur bei der Koblenzer Rhein-Zeitung. Zunächst war er im Bereich Hörfunk und Fernsehen der Zeitung tätig und wechselte anschließend in den Nachrichtenbereich. Im Jahr 1974 rief er mit seinem Kollegen Josef Dörr das Projekt Tönende Rhein-Zeitung ins Leben: Alle zwei Wochen wurden auf Kassette gesprochene Artikel aus der gedruckten Ausgabe an blinde und sehbehinderte Abonnenten verschickt.
Als Teil der Sportredaktion der Rhein-Zeitung begann Frank Mitte der 1970er-Jahre mit Recherchen zu unerlaubten Prämien bei Spielen im Amateurfußball, die mit einem Sieg oder Unentschieden endeten, obwohl nur reine Aufwandsentschädigungen erlaubt waren. Nach einem halben Jahr Recherche veröffentlichte Frank seine Ergebnisse in der Artikelserie Sport oder Geschäft? — Amateurfußball im Zwielicht, die am Mitte März 1975 in der Rhein-Zeitung erschien und für Aufsehen sorgte. Zu dem Zeitpunkt war Frank 25 Jahre alt. Im Jahr 1976 wurde er für die Artikelserie mit dem Theodor-Wolff-Preis ausgezeichnet. Er war der erste und jüngste Redakteur der Rhein-Zeitung, der diese Auszeichnung erhielt. Frank war später in der Leitungsebene der Koblenzer Lokalredaktion tätig und ab 2005 Redaktionsleiter in Montabaur. Im Jahr 2009 ging er in Rente.
Frank lebte ursprünglich in Bendorf und wohnt seit 1977 in Kammerforst im Westerwald, wo er von 1989 bis 1999 auch als Ortsbürgermeister tätig war. Nach seiner Verrentung begann er mit der Arbeit an einer Dorfchronik von Kammerforst. Frank ist verheiratet und hat zwei Kinder.

## Schriften
- Amateur-Vereine als Sponsor-Sucher. In: Heinz-Dietrich Fischer (Hrsg.): Exquisiter Sport-Journalismus. Artikel und Analysen aus drei Jahrzehnten – ausgezeichnet mit dem Theodor-Wolff-Preis. Vistas, Berlin 1993, ISBN 3-89158-089-4, S. 63 ff.